# Roca Castellana (Alp)
La Roca Castellana és una muntanya de 1.381 metres que es troba al municipi d'Alp, a la comarca de la Baixa Cerdanya.